# Anori (kommun)
Anori är en kommun i Brasilien.   Den ligger i delstaten Amazonas, i den nordvästra delen av landet, 2 000 km nordväst om huvudstaden Brasília. Antalet invånare är 16 289.
Följande samhällen finns i Anori:
- Anori

I omgivningarna runt Anori växer i huvudsak städsegrön lövskog. Runt Anori är det mycket glesbefolkat, med 2 invånare per kvadratkilometer.